# Svetlana Nagejkina
Svetlana Vjačeslavovna Nagejkina (in russo Светлана Вячеславовна Нагейкина?, in bielorusso Святлана Вячаславаўна Нагейкiна?, Svjatlana Vjačaslavaŭna Nahejkina; Tambov, 2 febbraio 1965) è un'ex fondista russa naturalizzata bielorussa.
Fino alla dissoluzione dell'Unione Sovietica (1991) gareggiò per la nazionale sovietica.

## Biografia
In Coppa del Mondo ottenne il primo risultato di rilievo il 17 dicembre 1985 a Santa Caterina Valfurva (19ª), il primo podio il 27 marzo 1988 a Rovaniemi (3ª) e la prima vittoria il 25 febbraio 1990 a Bohinj.
In carriera prese parte a quattro edizioni dei Giochi olimpici invernali, Calgary 1988 (8ª nella 5 km, 4ª nella 10 km, 1ª nella staffetta), Lillehammer 1994 (16ª nella 5 km, 9ª nella 30 km, 19ª nell'inseguimento), Nagano 1998 (16ª nella 15 km) e Salt Lake City 2002 (14ª nella 10 km, 5ª nella 15 km, 11ª nella 30 km, 5ª nella staffetta), e a sei dei Campionati mondiali (4ª nella 5 km e nella 30 km a Ramsau am Dachstein 1999 i migliori risultati).

## Palmarès

### Olimpiadi
- 1 medaglia:
  - 1 oro (staffetta[1] a Calgary 1988)

### Coppa del Mondo
- Miglior piazzamento in classifica generale: 4ª nel 1990
- 29 podi (18 individuali, 11 a squadre[2])[3]:
  - 7 vittorie (1 individuale, 6 a squadre)
  - 8 secondi posti (6 individuali, 2 a squadre)
  - 14 terzi posti (11 individuali, 3 a squadre)

#### Coppa del Mondo - vittorie
| Data             | Località             | Nazione    | Spec.                                                             |
| ---------------- | -------------------- | ---------- | ----------------------------------------------------------------- |
| 25 febbraio 1990 | Bohinj               | Jugoslavia | 10 km TC                                                          |
| 14 gennaio 1996  | Nové Město na Moravě | Rep. Ceca  | 4x5 km (con Larisa Lazutina, Nina Gavryljuk ed Elena Välbe)       |
| 16 marzo 1997    | Oslo                 | Norvegia   | 4x5 km (con Ol'ga Danilova, Nina Gavryljuk ed Elena Välbe)        |
| 14 dicembre 1997 | Val di Fiemme        | Italia     | 4x5 km (con Elena Välbe, Larisa Lazutina e Ol'ga Danilova)        |
| 29 novembre 1998 | Muonio               | Finlandia  | 4x5 km (con Ol'ga Danilova, Anfisa Rezcova e Nina Gavryljuk)      |
| 20 dicembre 1998 | Davos                | Svizzera   | 4x5 km (con Ol'ga Danilova, Larisa Lazutina e Nina Gavryljuk)     |
| 14 marzo 1999    | Falun                | Svezia     | 4x5 km (con Natal'ja Baranova, Julija Čepalova e Larisa Lazutina) |

Legenda:

TC = tecnica classica

### Campionati sovietici
- 1 oro (staffetta nel 1987)[4]

### Campionati russi
- 5 ori (5 km, 30 km, staffetta nel 1993; 5 km nel 1996; 50 km nel 1998)[4]